# Uniwersytet w Kioto

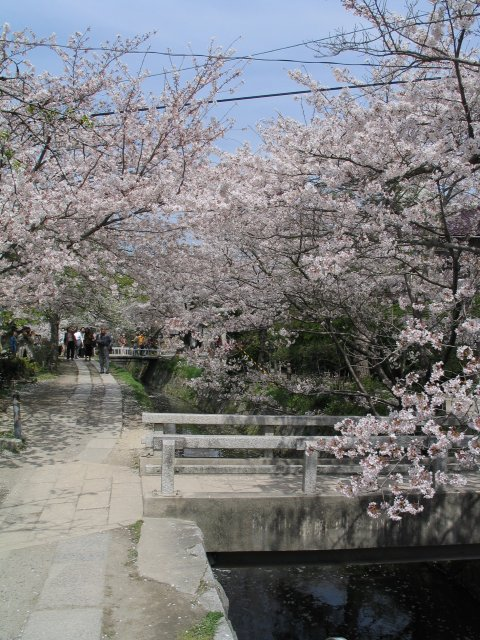
Ścieżka Filozofii (Tetsugaku-no-Michi)

Kyoto University (jap. 京都大学 Kyōto Daigaku; w skrócie 京大 Kyōdai, w skrócie po ang. KyotoU) – jeden z najważniejszych japońskich uniwersytetów państwowych, znajdujący się w Kioto, drugi co do starszeństwa w Japonii. Stanowi państwową korporację uniwersytecką niezależną od rządu (w 2004 wszystkie japońskie uniwersytety państwowe otrzymały taki status). Kształci się na nim około 22 tysięcy studentów (na studiach licencjackich i magisterskich).

## Historia
Kolebką Uniwersytetu był badawczo-edukacyjny organ rządowy o nazwie Seimi-kyoku (舎密局), założony w Osace w 1869.
Po serii reform systemu edukacji instytucja ta została przeniesiona do Kioto w 1889 i przemianowana na Trzecią Szkołę Wyższą (第三高等学校 Daisan-kōtō-gakkō) w 1894. Do czasu ostatecznej integracji z uniwersytetem po II wojnie światowej szkoła ta pielęgnowała własną atmosferę wolności akademickiej.
Cesarski Uniwersytet w Kioto (京都帝國大學 Kyōto Teikoku Daigaku), jako część systemu uniwersytetów cesarskich, powołany został 18 czerwca 1897 i umieszczony w budynkach Trzeciej Szkoły Wyższej, która przeniosła się na teren po drugiej stronie ulicy, gdzie do dziś znajduje się południowy kampus Yoshida. W roku założenia uniwersytetu powołano Wydział Nauk Ścisłych i Techniki. Wydział Prawa i Wydział Medycyny zostały założone w 1899, a Wydział Sztuk Wyzwolonych w 1906, co rozszerzyło zakres działalności uczelni poza nauki ścisłe i przyrodnicze.
W październiku 1947 Cesarski Uniwersytet w Kioto otrzymał obecną nazwę, a w 1949 przyłączono Trzecią Szkołę Wyższą, która przejęła wykładanie nauk wyzwolonych jako Wydział Nauk Wyzwolonych (Kyōyō-bu). Wydział został następnie rozwiązany w związku z powołaniem w 1992 Wydziału Zintegrowanych Studiów Humanistycznych (総合人間学部 Sōgō-ningen-gakubu).

## Teraźniejszość
Uczelnia promuje się jako uczelnia rozwijająca „ducha wolności akademickiej”. Wśród wykładowców i absolwentów uniwersytetu jest dziewięciu laureatów Nagrody Nobla, jeden zdobywca Nagrody Gaussa, pięciu uhonorowanych Nagrodą Laskera i dwóch, którym przyznano Medal Fieldsa, oraz wielu japońskich polityków, filozofów, ekonomistów i naukowców.
Uczelnia jest również znana jako miejsce narodzin filozoficznej „szkoły z Kioto” (京都学派 Kyōto-gakuha). Jej założycielem był Kitarō Nishida (1870–1945). W pobliżu uniwersytetu znajduje się spacerowa „Ścieżka Filozofii” (na zdjęciu), biegnąca wzdłuż wąskiego kanału. Upamiętnia ona profesora, który – zmęczony problemami dotyczącymi natury rzeczywistości i miejsca człowieka we wszechświecie – odpoczywał, spacerując nią.

### Wybrane instytuty badawcze i placówki
- Instytut Fizyki Teoretycznej Yukawa (Yukawa Institute for Theoretical Physics)[10]
- Instytut Badawczy Nauk Matematycznych (Research Institute for Mathematical Sciences)[11]
- Instytut Badawczy Naczelnych (Primate Research Institute)[12]

Uniwersytet ma umowy o współpracy z wieloma uczelniami i instytutami naukowymi na całym świecie, w tym z Uniwersytetem Jagiellońskim.

### Rankingi
Uniwersytet jest jedną z wiodących azjatyckich instytucji badawczych. Zajmuje czołowe miejsca w głównych rankingach, zazwyczaj w pierwszej dwójce w Japonii (rywalizuje z Uniwersytetem Tokijskim), w pierwszej dziesiątce w Azji oraz wśród 50 najlepszych uczelni na świecie.
W 2018 przez twórców Akademickiego Rankingu Uniwersytetów Świata został sklasyfikowany na 35. miejscu na świecie.

### Kampusy
Instytucja posiada trzy kampusy – Yoshida, Uji i Katsura – oraz wiele obiektów w całej Japonii.
- Yoshida jest trzonem działalności uczelni od momentu jej powstania. Na jego terenie znajdują się budowle o różnych stylach architektonicznych, od ceglanych budynków z czasów założenia tej instytucji przez wieżę zegarową Budynku Stulecia, która stała się symbolem uniwersytetu, po nowoczesne budynki laboratoryjne. Kampus jest podzielony na siedem sekcji.
- Teren obecnego kampusu Uji (są to teraz przedmieścia Kioto) stał się własnością uniwersytetu w 1949. Poprzednio należał do Cesarskiej Armii Japońskiej. Na jego terenie są rozmieszczone instytuty i ośrodki badawcze, zajmujące się głównie naukami przyrodniczymi i związanymi z energią.
- Kampus Katsura, otwarty w 2003, został pomyślany jako „Techno-Science Hill” łączący naturę, technikę i naukę jako bazę innowacyjności do eksploracji nowych obszarów wiedzy[17].

## Galeria

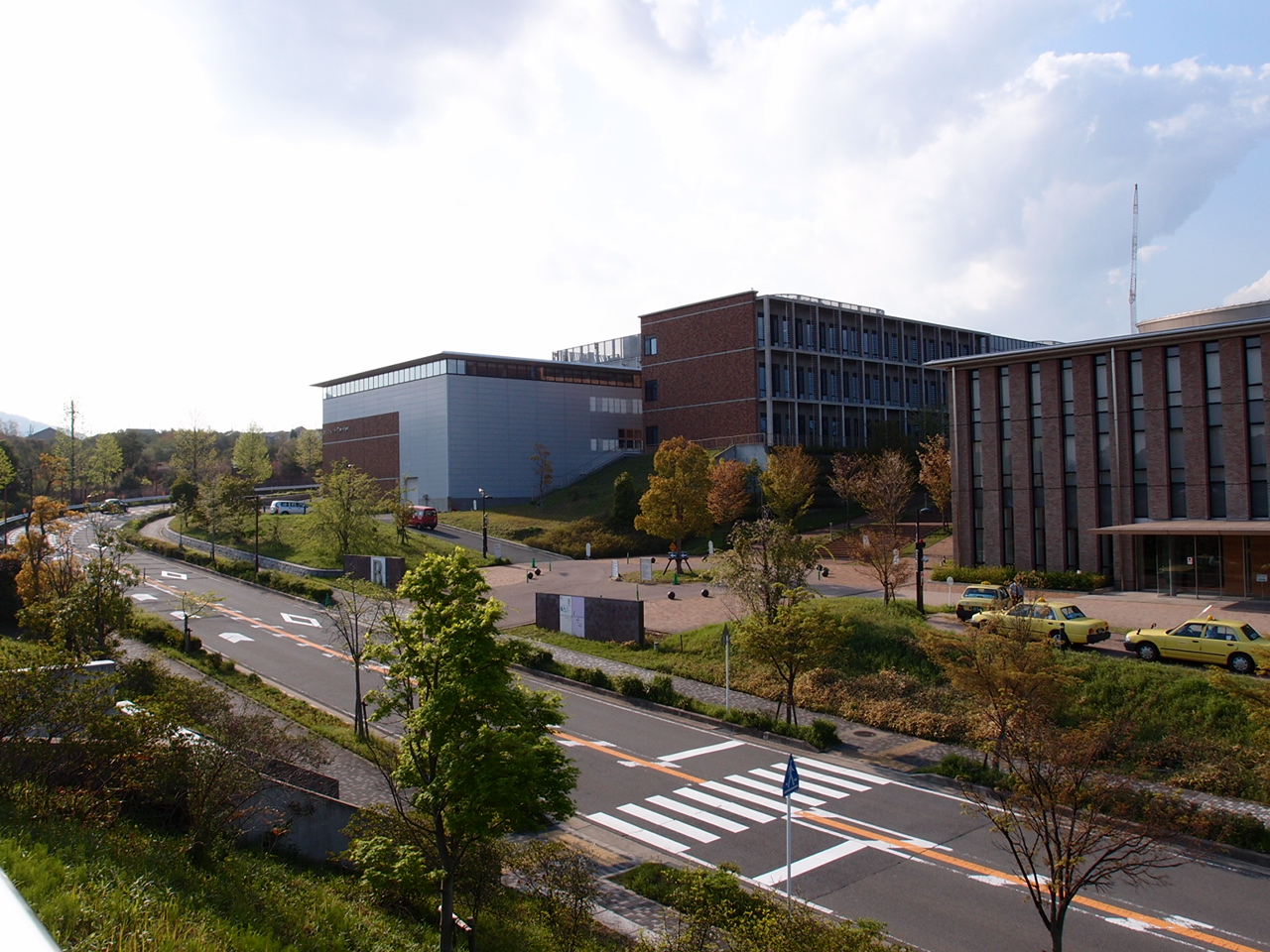
Kampus Katsura
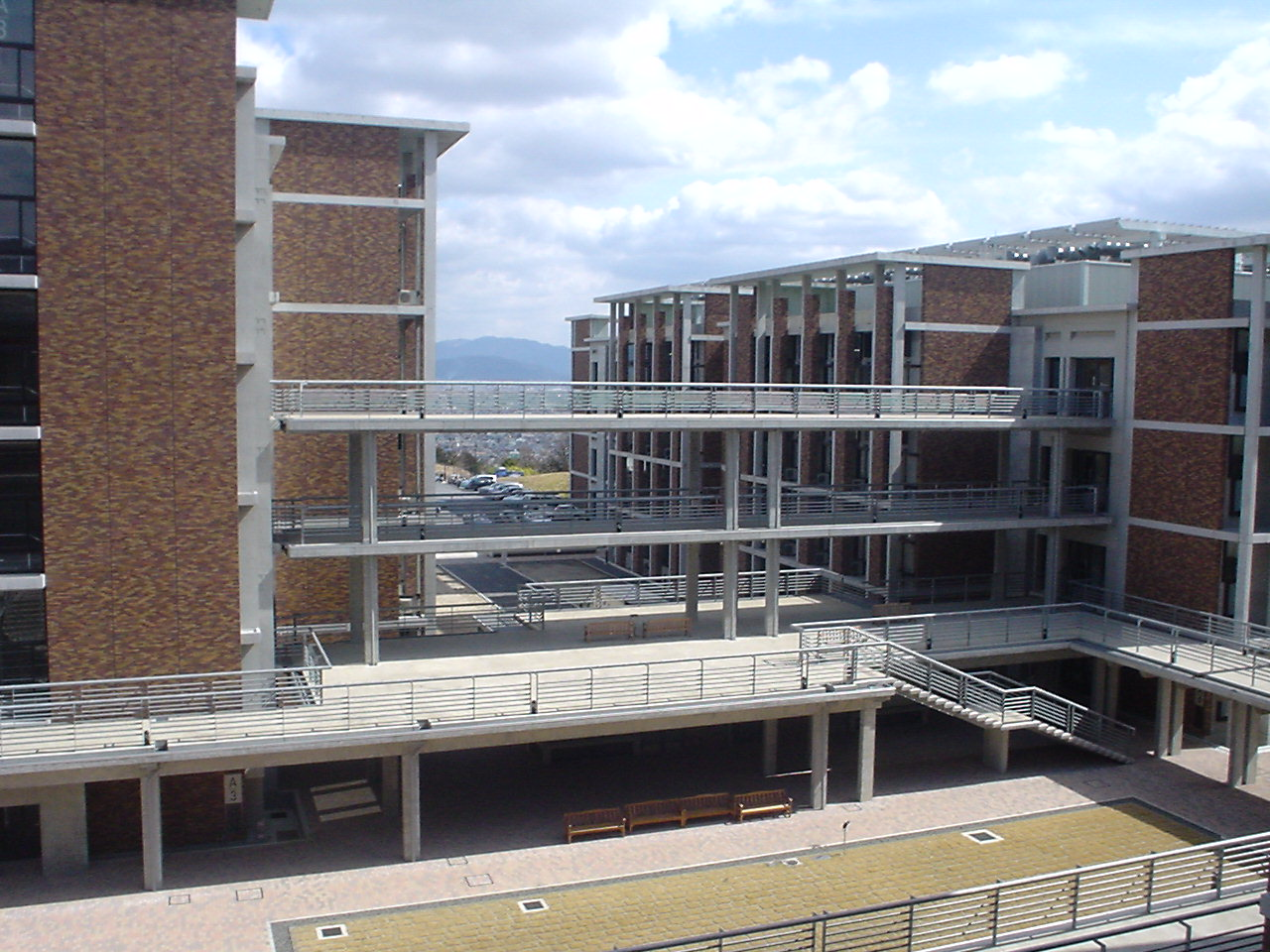
Wydział Inżynierii
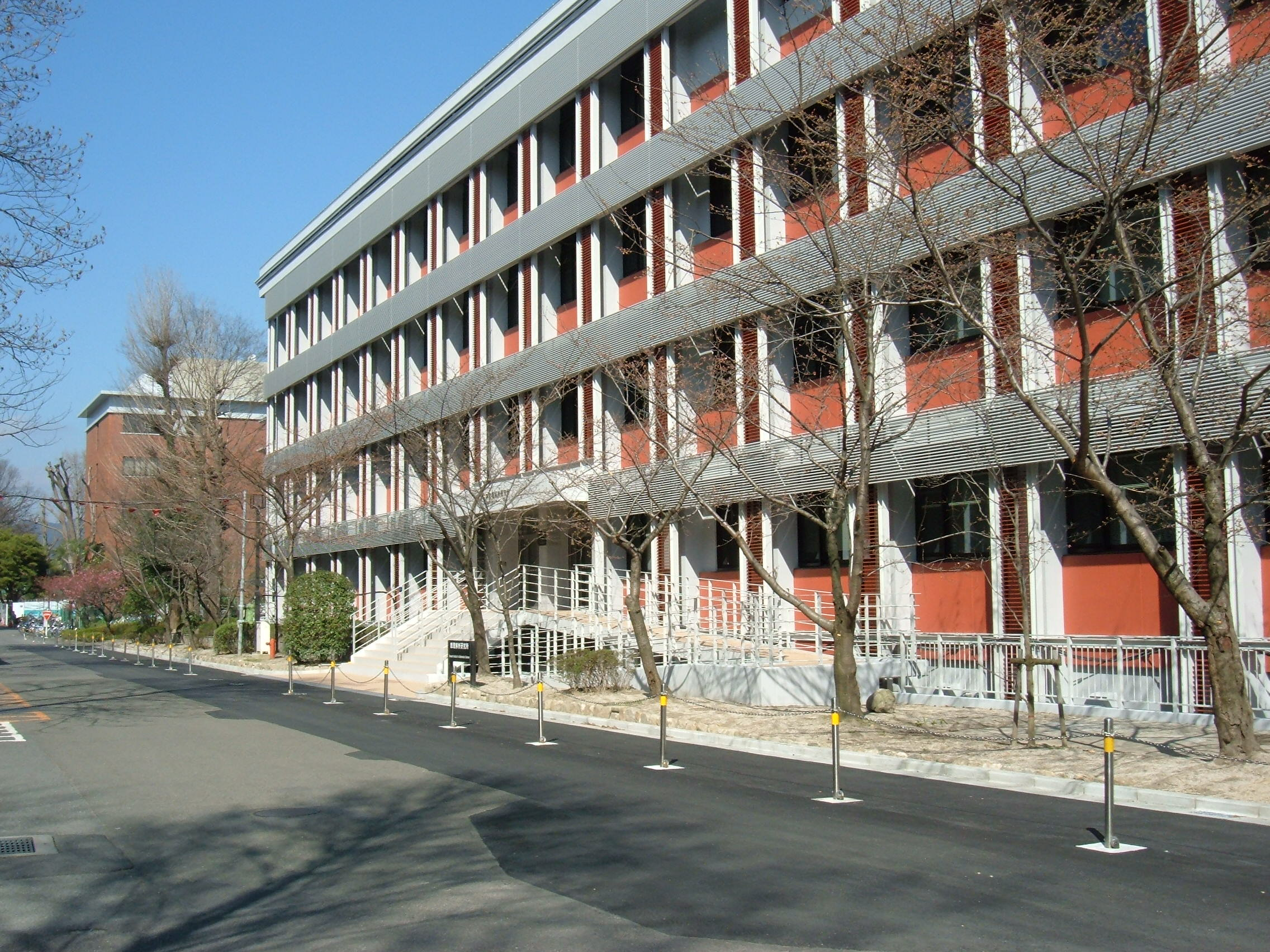
Instytut Badawczy Nauk Matematycznych (RIMS)